# Амейва Грисволда
Амейва Грисволда, или Антигуанская амейва (лат. Pholidoscelis griswoldi) — вид ящериц из семейства Тейиды (Teiidae). Эндемик Антигуа и Барбуды, где встречается на обоих островах.

## Таксономия
Впервые вид Pholidoscelis griswoldi описан американским герпетологом Томасом Барбуром в 1916 году. Видовое название  — в честь доктора Дональда У. Грисволда, который был директором санитарной Рокфеллеровской Вест-Индской комиссии по анкилостоме.

## Описание

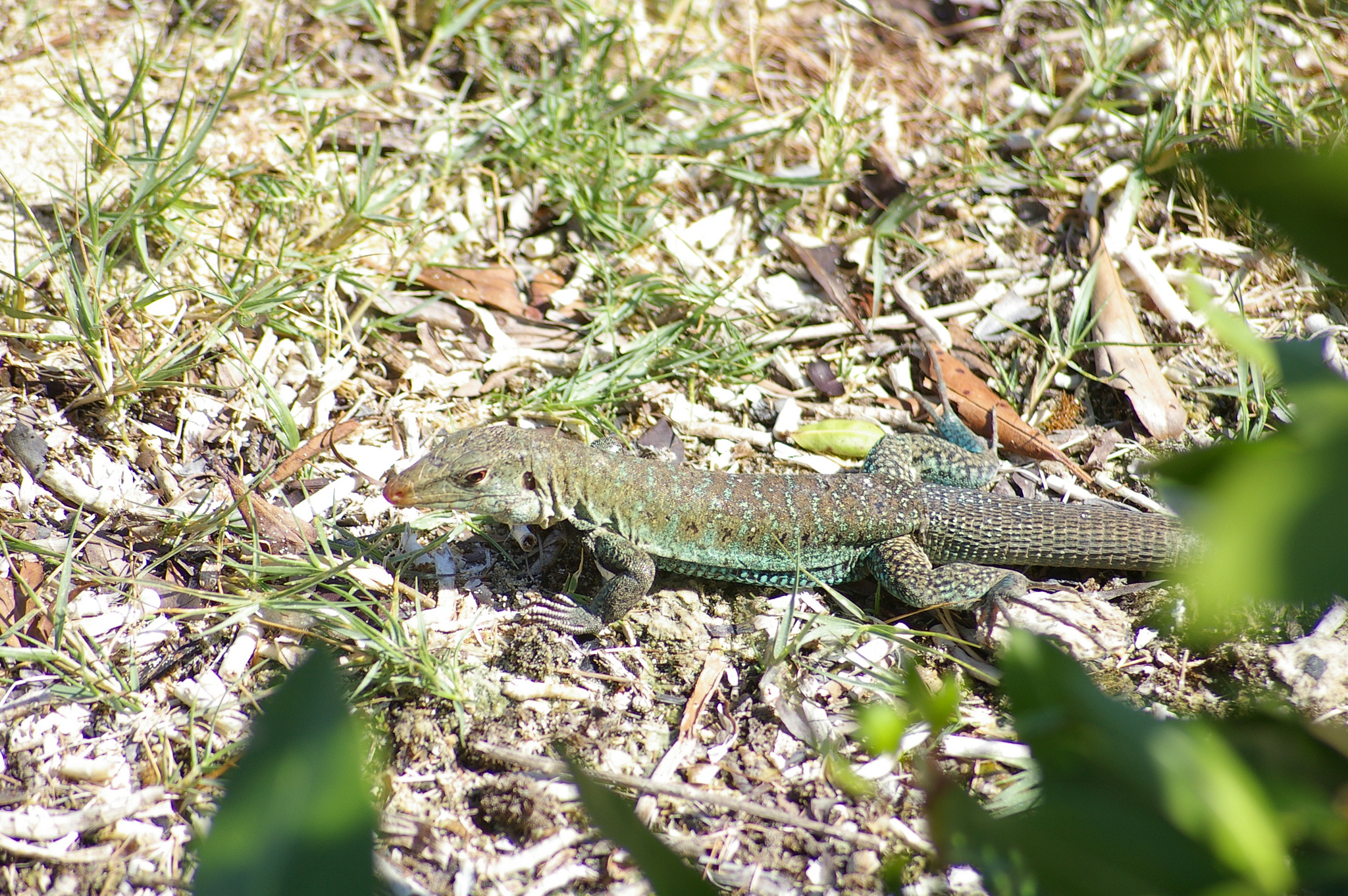
P. griswoldi в природе

Популяции P. griswoldi на Барбуде тёмно-коричневые с неправильными пятнами кремового цвета. Бока бледно-сине-зелёные и жёлто-коричневые, с чёрными пятнами и отметинами. Брюшная поверхность серая с чёрным на груди.

## Распространение
Вид обычен на Барбуде, а также на Антигуа, где, однако, чаще встречается на соседних с Антигуа прибрежных островках, чем на главном острове.

## Охранный статус
Международный союз охраны природы классифицирует природоохранный статус вида как «близкий к уязвимому положению».